# اوآرپی شپ
اوآرپی شپ (به انگلیسی: ORP Sęp) یک زیردریایی بود که طول آن ۸۴ متر (۲۷۵ فوت ۷ اینچ) بود. این زیردریایی  در سال ۱۹۳۸ ساخته شد.